# Nivnice
Nivnice é uma comuna checa localizada na região de Zlín, distrito de Uherské Hradiště.